# Daniel Kowalski
Daniel Kowalski (Singapore, 2 juli 1975) is een voormalig topzwemmer uit Australië, die namens zijn vaderland tweemaal deelnam aan de Olympische Spelen: 'Atlanta 1996' en 'Sydney 2000'. 
Bij dat laatste toernooi won de specialist op de (midden)lange afstanden met de estafetteploeg de gouden medaille op de 4x200 meter vrije slag. Vier jaar eerder was hij de eerste Australiër in 92 jaar die drie medailles won op de 200, 400 en 1500 meter vrije slag: respectievelijk brons, brons en zilver. Zijn internationale doorbraak beleefde de in Melbourne woonachtige pupil van trainer-coach Dennis Cotterell in 1993, toen hij bij de eerste WK kortebaan (25 meter) de titel opeiste op zowel de 400 als de 1500 meter vrije slag. 